# Русанівський бульвар
Руса́нівський бульва́р — бульвар у Дніпровському районі міста Києва, житловий масив Русанівка. Пролягає від Русанівської набережної до бульвару Ігоря Шамо.

## Історія
Бульвар прокладено під час будівництва масиву на початку 60-х років ХХ століття під назвою Новий. Сучасна назва — з 1964 року. Має усі ознаки «класичного» бульвару — посередині проходить алея тополь.
1982 року на початку бульвару було відкрито пам'ятник Миколі Гоголю.

## Будівлі
На Русанівському бульварі розташовані:
- Відділення «Нової пошти»,
- Кафе «Бульвар» (буд. 9), «Желток» (на перетині з Русанівською набережною),
- Магазин «АТБ» (буд. 11/11),
- та інші установи.

## Галерея

Пам'ятник Миколі Гоголю на перетині Русанівського бульвару та Русанівської набережної